# Аллен, Нэнси
Нэ́нси Энн А́ллен (англ. Nancy Anne Allen; род. 24 июня 1950, Нью-Йорк, США) — американская актриса. Известна по фильмам «Кэрри», «Прокол» и трилогии «Робокоп».

## Биография
Нэнси Аллен родилась в Нью-Йорке, в семье Юджина и Флоренс Аллен. У неё два старших брата: Джеймс (1944—1994) и Уильям. Отец Нэнси служил лейтенантом полиции в городе Йонкерс, штат Нью-Йорк, где прошло детство актрисы.
В 4 года мать отдала Нэнси в танцевальный класс. Также она окончила нью-йоркскую школу сценических искусств High School of Performing Arts, где занималась танцами, и Jose Quintano’s School for Young Professionals.
Дебют в кино состоялся в 12 лет. Нэнси сыграла Мелиссу Дилон в фильме «Деньги в моём кармане» (1962), комедийном фильме, главную роль в котором исполнил певец Билл Андерсон. К 15 годам Аллен снялась в большом количестве телевизионной рекламы, а также работала как модель.
После краткого появления в фильме «Последний наряд» (1973) с Джеком Николсоном, она переехала в Лос-Анджелес в надежде получить там более серьёзные роли.
В 1976 году Нэнси сыграла злую школьницу Крис Харгенсен в фильме Брайна Де Пальмы «Кэрри» по роману Стивена Кинга вместе с Сисси Спейсек, Эми Ирвинг и Джоном Траволтой. Сначала Аллен была выбрана на роль Кэрри Уайт, девушки с телекинетическим способностями, но в последнюю минуту Де Пальма решил заменить её на Спейсек, которая, в свою очередь, первоначально должна была играть Харгенсен, а роль Спейсек отдать Аллен.
В 1978 и 1979 годах она снялась в двух не слишком удачных фильмах продюсера Стивена Спилберга: драме «Я хочу держать твою руку», режиссёром которого был Роберт Земекис, и комедии «1941» с Джоном Белуши и Дэном Эйкройдом. В 1980 году снялась вместе с Кирком Дугласом в фильме «Домашние фильмы», а за роль в триллере «Одетый для убийства» (1980), режиссёром которого стал её муж Брайан де Пальма, а главные роли исполнили Майкл Кейн и Энджи Дикинсон, актриса была номинирована одновременно на «Золотую малину» и «Золотой глобус». В 1981 она вновь появилась на экране вместе с Джоном Траволтой в фильме Брайана де Пальмы «Прокол».
В 1984 году за главную роль в фантастическом фильме «Филадельфийский эксперимент» с Майклом Паре в главной роли актриса была номинирована на премию «Сатурн».
В 1987 году Аллен сыграла одну из самых известных своих ролей — офицера Энн Льюис в культовом фантастическом фильме «Робокоп», который стал дебютом в Голливуде режиссёра Пола Верховена. В 1990 и 1993 на экран вышли продолжения. За роль в первом и третьем фильме трилогии актриса получила ещё две номинации на «Сатурн».
В 1997 она сыграла роль Линды Сэвидж в фильме «Quality Time», который вышел на экран только в 2008.

## Личная жизнь
С 1979 по 1984 Аллен была замужем за режиссёром Брайаном Де Пальмой. В 1992 она вышла замуж за комедийного актёра Крейга Шумейкера и развелась с ним в 1994. С 1998 по 2007 была замужем за строительным подрядчиком Рэнди Бейли.
Нэнси Аллен активно занимается поддержкой усилий по борьбе с раком груди и работает исполнительным директором в центре WeSpark Cancer Support Center, основанном её подругой актрисой Венди Джо Спербер.

## Фильмография
| Год  |    | Русское название                            | Оригинальное название                    | Роль                                                    |
| ---- | -- | ------------------------------------------- | ---------------------------------------- | ------------------------------------------------------- |
| 1962 | ф  | Деньги в моём кармане                       | Money in My Pocket                       | Мелисса Дилон                                           |
| 1973 | ф  | Последний наряд                             | The Last Detail                          | Нэнси                                                   |
| 1975 | ф  | Вынужденное вторжение                       | Forced Entry                             | девушка у дороги                                        |
| 1976 | ф  | Кэрри                                       | Carrie                                   | Крис Харгенсен                                          |
| 1978 | ф  | Я хочу держать тебя за руку                 | I Wanna Hold Your Hand                   | Пэм Митчелл                                             |
| 1979 | ф  | 1941                                        | 1941                                     | Донна Страттон                                          |
| 1980 | ф  | Домашние фильмы                             | Home Movies                              | Кристина                                                |
| 1980 | ф  | Бритва (Одетый для убийства)                | Dressed to Kill                          | Лиз Блейк                                               |
| 1981 | ф  | Прокол                                      | Blow Out                                 | Салли                                                   |
| 1983 | ф  | Странные захватчики                         | Strange Invaders                         | Бетти Уолкер                                            |
| 1984 | с  | Театр волшебных историй                     | Faerie Tale Theatre                      | принцесса Елизавета (в эпизоде «Принцесса на горошине») |
| 1984 | ф  | Преданный друг                              | The Buddy System                         | Кэрри                                                   |
| 1984 | ф  | Филадельфийский эксперимент                 | The Philadelphia Experiment              | Эллисон Хейс                                            |
| 1984 | ф  | Трагедия у алтаря                           | Terror in the Aisles                     | Лиз Блейк                                               |
| 1984 | ф  | Не подлежит разглашению                     | Not for Publication                      | Лоис                                                    |
| 1986 | ф  | Гладиатор                                   | The Gladiator                            | Сьюзан Невилл                                           |
| 1987 | ф  | Робокоп                                     | RoboCop                                  | офицер Энн Льюис                                        |
| 1987 | ф  | Сладкая месть                               | Sweet Revenge                            | Джиллиан Грей                                           |
| 1988 | ф  | Полтергейст 3                               | Poltergeist III                          | Патрисия Уилсон-Гарднер                                 |
| 1989 | ф  | Повысить курс (Поднять максимальные ставки) | Limit Up                                 | Кейси Фоллс                                             |
| 1990 | ф  | Робокоп 2                                   | RoboCop 2                                | офицер Энн Льюис                                        |
| 1990 | тф | Воспоминания об убийстве                    | Memories of Murder                       | Дженнифер                                               |
| 1993 | ф  | Робокоп 3                                   | RoboCop 3                                | офицер Энн Льюис                                        |
| 1993 | тф | Розы мертвы                                 | Acting on Impulse                        | Кэти Томас                                              |
| 1994 | с  | Прикосновение ангела                        | Touched by an Angel                      | Меган (в эпизоде «Внезапный снег»)                      |
| 1994 | тф | Человек, который отказывался умирать        | The Man Who Wouldn’t Die                 | Джесси Галардо                                          |
| 1995 | с  | Комиссар полиции                            | The Commish                              | Джина Рапосо (в эпизоде «Бруклин»)                      |
| 1995 | с  | За гранью возможного                        | The Outer Limits                         | Рейчел Роуз (в эпизоде «Валери, 23»)                    |
| 1996 | ф  | Ядерная скала                               | Dusting Cliff 7                          | Анна Бишоп                                              |
| 1997 | ф  | Против закона                               | Against the Law                          | Мэгги Хьитт                                             |
| 1998 | ф  | Вне поля зрения                             | Out of Sight                             | Мидж                                                    |
| 1998 | ф  | Пассажир                                    | The Pass                                 | Ширли Дюпре                                             |
| 1999 | ф  | Дети кукурузы 666: Айзек вернулся           | Children of the Corn 666: Isaac’s Return | Рейчел Колби                                            |
| 1999 | ф  | Крёстный сынок                              | Kiss Toledo Goodbye                      | Мадж                                                    |
| 2000 | с  | Военно-юридическая служба                   | JAG                                      | Аманда Филд (в эпизоде «Обещания»)                      |
| 2001 | с  | Справедливая Эми                            | Judging Amy                              | Хелен Уайт (в эпизоде «Непрощённый»)                    |
| 2001 | ф  | Круг                                        | Circuit                                  | Луиза                                                   |
| 2002 | с  | Женская бригада                             | The Division                             | Кристина Огден (в эпизоде «Новый храбрый мир»)          |
| 2003 | с  | Закон и порядок: Специальный корпус         | Law & Order: Special Victims Unit        | Кэрин Хили (в эпизоде «Побег»)                          |
| 2008 | ф  | Мой апокалипсис                             | Quality Time                             | Линда Сэвидж                                            |

## Награды и номинации
Номинации
- 1981 — «Золотой глобус» — Актриса — открытие года — «Одетый для убийства»
- 1981 — «Золотая малина» — Худшая актриса — «Одетый для убийства»
- 1985 — «Сатурн» — Лучшая актриса — «Филадельфийский эксперимент»
- 1988 — «Сатурн» — Лучшая актриса — «Робокоп»
- 1994 — «Сатурн» — Лучшая актриса второго плана — «Робокоп 3»